# Lista de ilhas do Distrito Federal

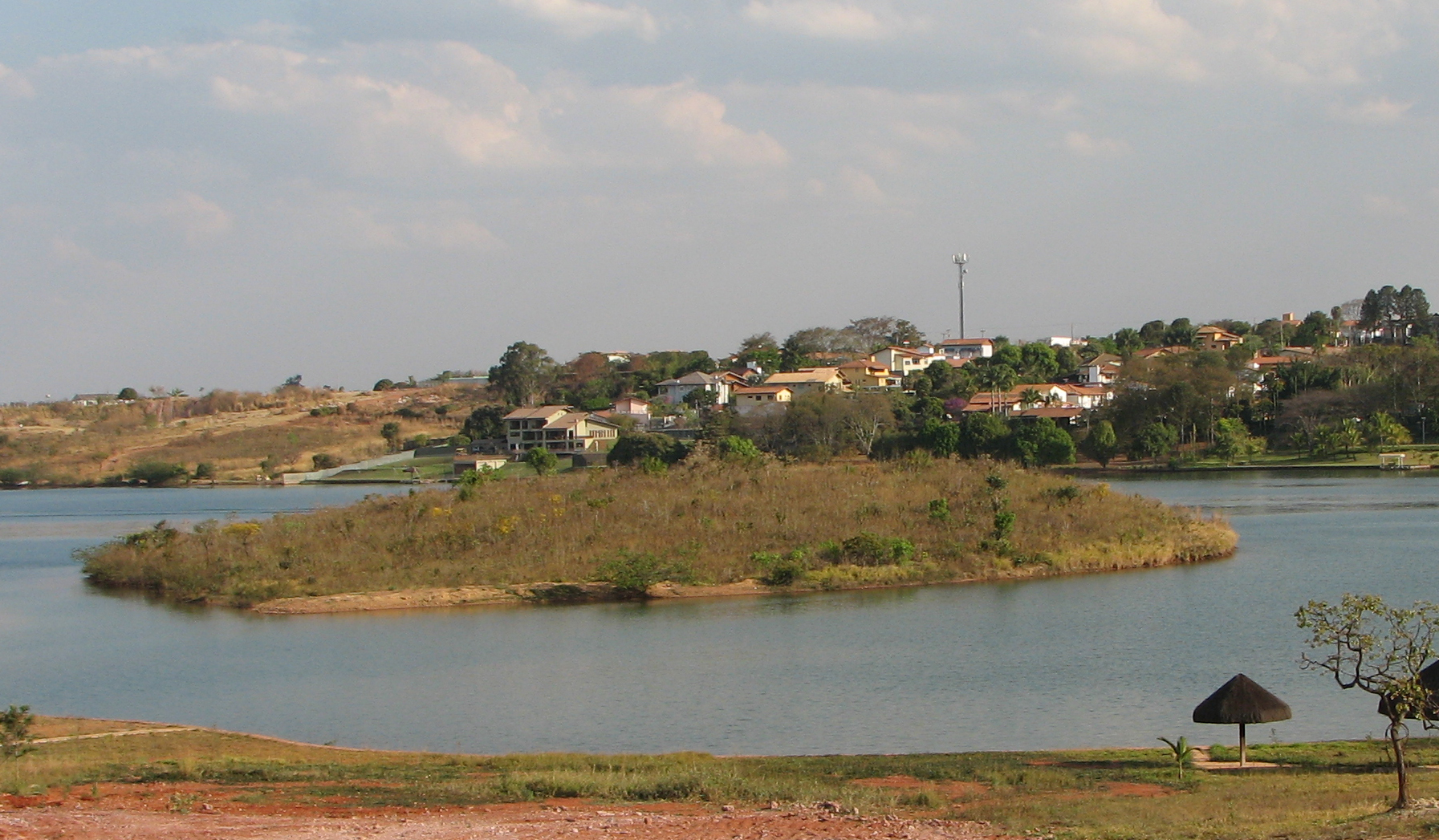
Ilha do Paranoá.

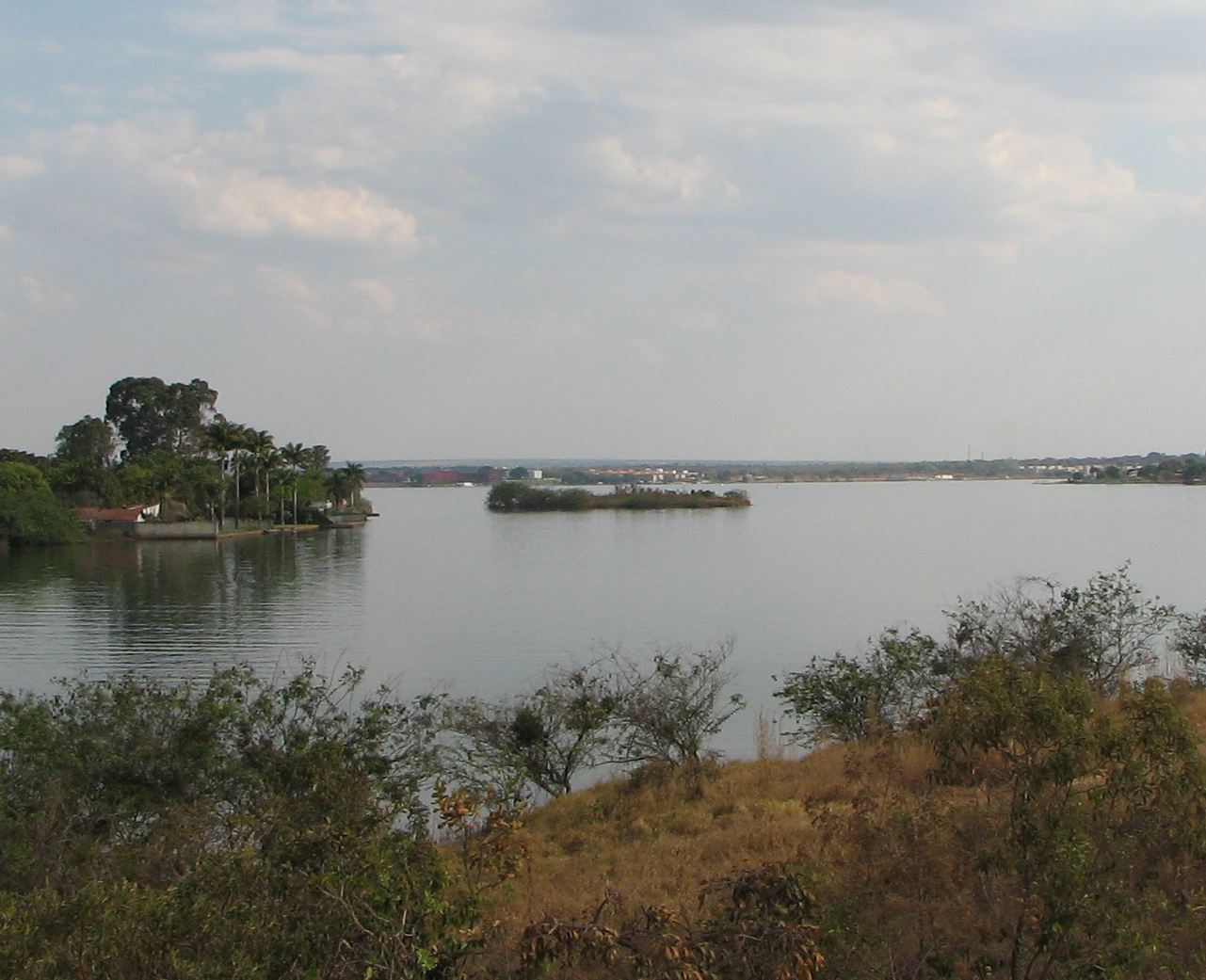
Ilha do Retiro.

Esta lista apresenta ilhas do Distrito Federal brasileiro, classificadas quanto à origem e relacionadas ao corpo de água circundante e a localidade em que se encontram. Como o território distrital não possui acesso ao mar, esta lista refere-se a ilhas fluviais ou ilhas lacustres.
- Ilha do Paranoá
- Ilha do Retiro
- Ilha dos Clubes